# Steve Cropper
Steven Lee "Steve" Cropper, också känd som Steve "The Colonel" Cropper, född 21 oktober 1941 i Dora i Ozark County, Missouri, är en amerikansk gitarrist, kompositör och producent. Cropper är mest känd som gitarrist i Stax Records husband, Booker T. & the M.G.'s, och har kompat artister som Otis Redding, Sam & Dave, Carla, Rufus Thomas och Johnnie Taylor, och även producerat ett flertal av deras skivor. Cropper är medkompositör till kända soullåtar som "In the Midnight Hour", "634-5789 (Soulsville, U.S.A.)", "Knock on Wood", "(Sittin' On) The Dock of the Bay" och "Time Is Tight". Han medverkade även som gitarrist i bandet Blues Brothers i filmen med samma namn.
Som medlem i Booker T. and the M.G.'s är han invald i Rock and Roll Hall of Fame sedan 1992.

## Diskografi, soloalbum
- With a Little Help from My Friends (1969)
- Playin' My Thang (1981)
- Night After Night (1982)
- Dedicated: A Salute to the 5 Royales (2011)